# Luis Camnitzer
Luis Camnitzer (ur. 1937 w Lubece) – urugwajski artysta konceptualny, teoretyk i krytyk sztuki.
Urodził się w rodzinie niemieckich Żydów. Od 1939 mieszkał w Urugwaju, 1953-1957 i 1959-1962 studiował w Montevideo, a 1957 w Monachium. Od 1964 pracował w USA, w 1969 został profesorem State University of New York i College at Old Westbury. W 1969 tworzy instalacje konceptualne o wymowie politycznej, jest również autorem publikacji na temat latynoamerykańskiej sztuki współczesnej.